# Milićevci
Milićevci (en serbe cyrillique : Милићевци) est un village de Serbie situé sur le territoire de la Ville de Čačak, district de Moravica. Au recensement de 2011, il comptait 821 habitants.

## Démographie

### Évolution historique de la population
| 1948  | 1953  | 1961  | 1971  | 1981  | 1991  | 2002 | 2011 |
| ----- | ----- | ----- | ----- | ----- | ----- | ---- | ---- |
| 1 606 | 1 677 | 1 608 | 1 425 | 1 262 | 1 062 | 944  | 821  |

|  |